# Лассе Гюнтер
Лассе Гюнтер (нім. Lasse Günther, нар. 21 березня 2003, Мюнхен, Німеччина) — німецький футболіст, вінгер клубу «Аугсбург».
На правах оренди грає у клубі «Ян Регенсбург».

## Ігрова кар'єра

### Клубна
Лассе Гюнтер народився у Мюнхені і займатися футболом почав в академії мюнхенської «Баварії». З 2020 року футболіста почали залучати до тренувань освного складу команди. Та в основі футболіст не провів жодного матчу, а у квітні 2021 року дебютував у другій команді «Баварії» у Третій лізі.
У травні 2021 року Гюнтер перейшов до клубу «Аугсбург», з яким підписав контракт до 2025 року. Переважно бувши запасним гравцем, влітку 2022 року футболіст на правах оренди на один сезон відправився до клубу Другої Бундесліги «Ян Регенсбург».

### Збірна
З 2018 року Лассе Гюнтер є гравцем юнацьких збірних Німеччини.